# Bobby Wagner
Bobby Joseph Wagner (Los Angeles, 27 giugno 1990) è un giocatore di football americano statunitense che milita nel ruolo di linebacker per i Washington Commanders della National Football League (NFL). Fu scelto nel corso del secondo giro (47º assoluto) del Draft NFL 2012 dai Seattle Seahawks, con cui ha giocato per la maggior parte della carriera e con cui ha vinto il Super Bowl XLVIII. Al college ha giocato a football a Utah State.

## Carriera universitaria
Wagner frequentò la Utah State University dal 2008 al 2011. Titolare in tutti i suoi quattro anni nel college football, totalizzò 445 tackle, 4,5 sack e 4 intercetti nel corso della sua carriera. Nella sua stagione da senior, nel 2011, Wagner fu premiato come difensore dell'anno della Western Athletic Conference dopo avere messo a segno 147 tackle, quattro sack e due intercetti.

## Carriera professionistica

### Seattle Seahawks
Considerato uno dei migliori prospetti tra i linebacker del Draft 2012, Wagner fu scelto nel corso del secondo giro dai Seattle Seahawks. Fu la più alta scelta da Utah State dai tempi di Rulon Jones nel 1980. Il 7 maggio, Wagner acconsentì alla proposta contrattuale presentatagli dalla dirigenza dei Seahawks.

#### Stagione 2012
Wagner debuttò subito come titolare nella prima gara della stagione, persa contro gli Arizona Cardinals, mettendo a segno 4 tackle. Wagner continuò a giocare bene nelle due gare successive mettendo a segno rispettivamente 4 tackle contro i Dallas Cowboys e 8 contro i Green Bay Packers. Nella settimana 4, Seattle perse in trasferta contro i St. Louis Rams con Wagner che guidò la squadra con 7 tackle. Nella settimana 5 i Seahawks si portarono su un record di 3-2 vincendo in trasferta contro i Carolina Panthers con il rookie che mise a segno i suoi primi 1,5 sack ai danni di Cam Newton.
I Seahawks rimontarono 13 punti ai New England Patriots nella settimana 6 portandosi su un record di 4-2 con il rookie che guidò la squadra con 14 tackle. I Seahawks vinsero la quarta gara in casa in altrettante partite nella settimana 9 contro i Minnesota Vikings con Bobby che mise a segno dieci tackle e un sack su Christian Ponder.
Nella settimana 13 i Seahawks ottennero una fondamentale vittoria ai supplementari contro i Chicago Bears al Soldier Field con il rookie che guidò la squadra con 11 tackle e un sack. Nel turno successivo Seattle ottenne una vittoria di proporzioni storiche battendo i Cardinals per 58-0 stabilendo il nuovo primato di franchigia di punti segnati. Wagner giocò un'altra gara di alto profilo mettendo a segno 8 tackle e due intercetti. Altri 12 tackle li accumulò nella vittoria della settimana seguente contro i Buffalo Bills.
Il 6 gennaio 2013, nella prima gara di playoff in carriera, Wagner guidò la squadra con 9 tackle alla vittoria sui Washington Redskins. I Seahawks furono eliminati nel turno successivo dagli Atlanta Falcons malgrado 8 tackle e un intercetto di Bobby.

#### Stagione 2013

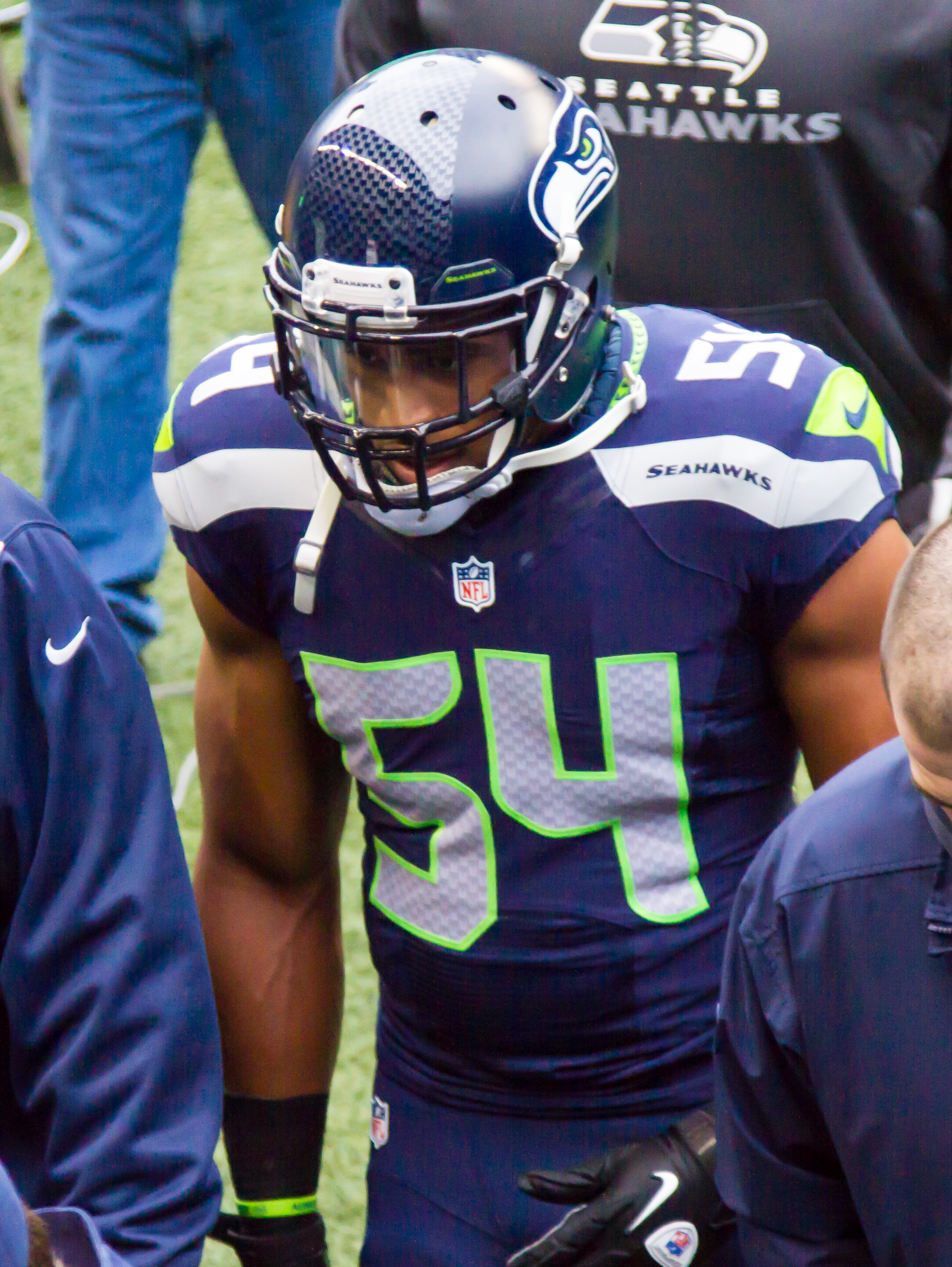
Wagner nel dicembre 2013.

Nella settimana 3 contro i Jacksonville Jaguars, Wagner mise a referto il suo primo intercetto stagionale, oltre a guidare i Seahawks con 9 tackle. Nella settimana 9 contro i Tampa Bay Buccaneers fece registrare i primi 1,5 sack del 2013 su Mike Glennon nella vittoria in rimonta di Seattle. Due settimane dopo, nella netta vittoria casalinga sui Vikings, guidò la squadra con nove tackle e mise a segno un sack e un intercetto su Christian Ponder. Nella settimana 15, i Seahawks batterono 23-0 i New York Giants al MetLife Stadium, la prima volta che la franchigia avversaria non riuscì a segnare alcun punto in casa dal settembre 1995. Wagner concluse la gara con 10 tackle e 1,5 sack su Eli Manning. La domenica successiva mise a segno il suo quinto sack stagionale contro i Cardinals ma i Seahawks persero la prima gara interna dopo due anni di imbattibilità. Nell'ultima gara della stagione Wagner guidò la squadra con 12 tackle e i Seahawks batterono i Rams in casa terminando con un record di 13 vittorie e 3 sconfitte, il migliore della storia della franchigia a pari merito con quello del 2005, assicurandosi il primo posto nel tabellone della NFC e la possibilità di qualificarsi direttamente al secondo turno dei playoff. La stagione regolare di Wagner si concluse guidando Seattle con 120 tackle, oltre a 5,0 sack e 2 intercetti in 14 partite, tutte come titolare.
Nel divisional round dei playoff, Wagner giocò mise segno 9 tackle nella vittoria sui Saints. La settimana successiva, nella finale della NFC, i Seahawks in casa batterono gli acerrimi rivali di division dei 49ers qualificandosi per il secondo Super Bowl della loro storia, in una gara in cui guidò i suoi con 15 tackle.
Il 2 febbraio 2014, nel Super Bowl XLVIII contro i Denver Broncos, Seattle dominò sin fine della partita, vincendo per 43-8. Wagner si laureò campione NFL guidando ancora la sua squadra con 10 tackle in una gara in cui la difesa dei Seahawks annullò l'attacco dei Broncos che nella stagione regolare aveva stabilito il record NFL per il maggior numero di punti segnati.

#### Stagione 2014
Giovedì 4 settembre 2014, i Seahawks campioni in carica aprirono la stagione battendo in casa i Green Bay Packers 36-16, con Wagner che guidò i suoi con un nuovo primato personale di 14 tackle. Nel Monday Night Football della settimana 5 contro i Redskins mise a segno il primo sack stagionale, oltre a 8 tackle e 2 passaggi deviati, nella vittoria in trasferta sui Redskins. Nella partita successiva contro i Cowboys subì però un infortunio che lo costrinse a perdere le successive cinque partite. Tornò in campo nella settimana 12 guidando Seattle con otto tackle nella vittoria contro i Cardinals che in quel momento erano in possesso del miglior record della lega. Tre settimane dopo i Seahawks eliminarono i 49ers della contesa per i playoff, con Bobby che guidò i suoi con 10 tackle e il suo secondo sack stagionale. A fine mese, Wagner fu premiato come miglior difensore della NFC di dicembre, in cui guidò la squadra con 36 tackle, coi Seahawks che guidarono la lega con soli 8,3 punti subiti a partita. La sua annata si chiuse con 104 tackle e 2 sack, venendo convocato per il primo Pro Bowl in carriera e inserito nel First-team All-Pro malgrado l'avere saltato cinque partite. Wagner ottenne anche un voto come MVP della NFL e a fine anno fu inserito al 69º posto nel NFL Top 100, la classifica dei migliori cento giocatori della stagione.

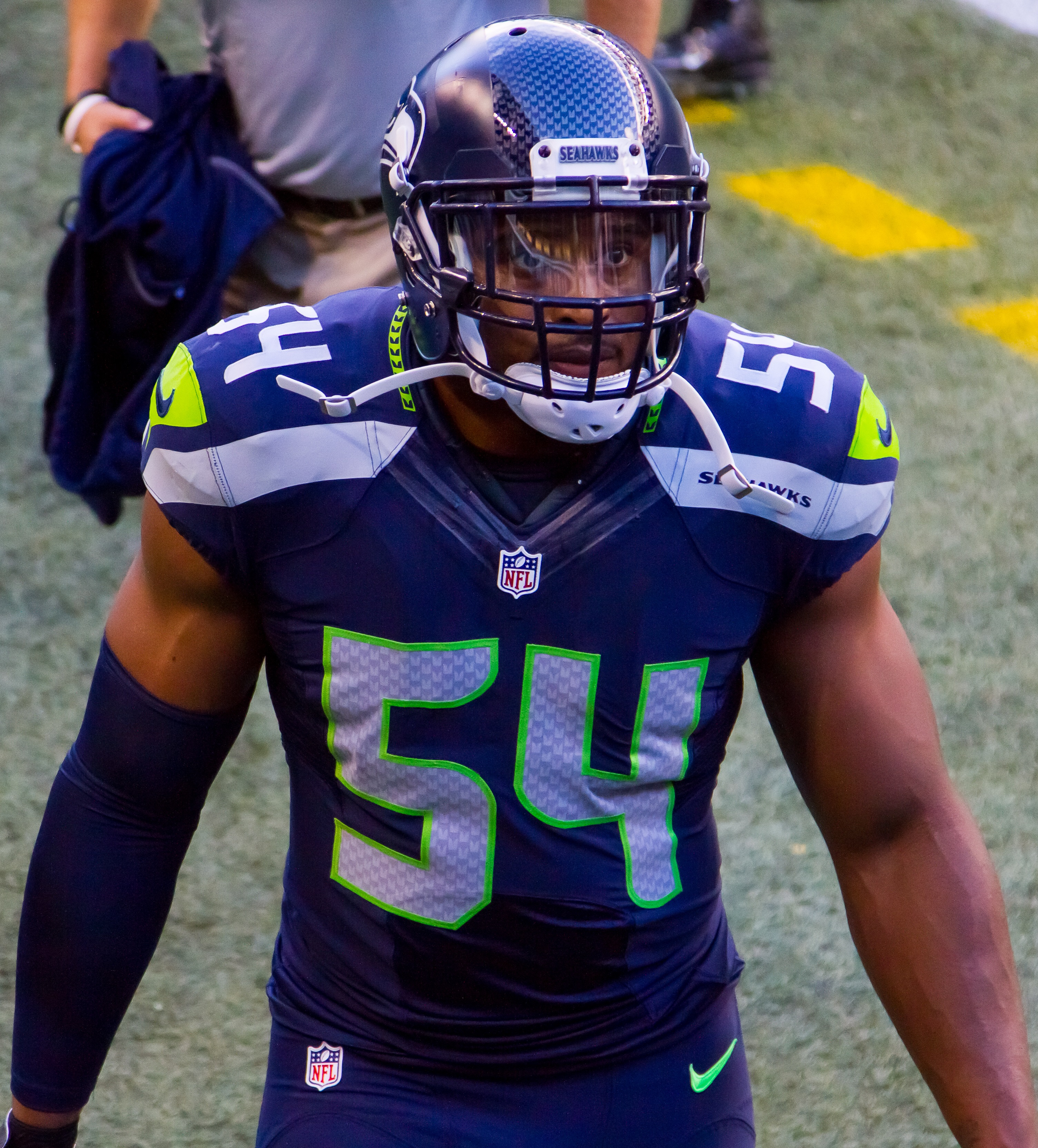
Wagner nella pre-stagione 2015

Dopo una vittoria contro i Panthers nel divisional round, Wagner guidò i Seahawks con 10 tackle nella finale della NFC contro i Packers, andando a vincere ai supplementari e qualificandosi per il secondo Super Bowl consecutivo. Contro i New England Patriots mise a segno un intercetto e 12 tackle nella sconfitta per 28-24. Arrivando a quota 22 tackle nell'evento, divenne il primatista di tutti i tempi per placcaggi complessivi nella finalissima.

#### Stagione 2015
Il 2 agosto 2015, Wagner firmò un rinnovo contrattuale quadriennale del valore di 43 milioni di dollari, inclusi 22 milioni garantiti. Il 7 settembre fu votato dai propri compagni come nuovo capitano della difesa. Nel quinto turno, recuperò un fumble di Andy Dalton dei Bengals, ritornandolo per 23 yard in touchdown. Lo stesso fece nella settimana 10, quando ritornò un altro fumble per 22 yard in una marcatura. Nel dodicesimo turno forzò il primo fumble in carriera nella vittoria interna sugli Pittsburgh Steelers, gara in cui guidò i suoi con 12 tackle. La sua stagione regolare si chiuse al secondo posto della squadra con 114 tackle, guidando la NFL con 2 touchdown su ritorno di fumble e venendo convocato per il secondo Pro Bowl consecutivo ed inserito nel Second-team All-Pro.
Nel primo turno di playoff, i Seahawks affrontarono i Vikings in un TCF Bank Stadium congelato nella terza gara più fredda della storia dei playoff. Wagner guidò la squadra con otto tackle e un sack nella vittoria in rimonta per 10-9. Altri tredici placcaggi li mise a segno la settimana successiva ma Seattle fu eliminata dai Panters.

#### Stagione 2016
Il 20 novembre 2016, con 15 tackle nella vittoria interna sui Philadelphia Eagles, Wagner divenne il primo giocatore della storia di Seattle a raggiungere quota cento placcaggi per cinque stagioni consecutive. Nel penultimo turno contro gli Arizona Cardinals superò il record di franchigia di 153 tackle stagionali stabilito Terry Beeson nel 1978. A fine stagione fu convocato per il terzo Pro Bowl in carriera e inserito nel First-team All-Pro dopo avere guidato la NFL con 167 tackle, oltre a 4,5 sack e un intercetto.

#### Stagione 2017
Il primo intercetto della stagione 2017, Wagner lo fece registrare nel secondo turno su Brian Hoyer dei 49ers. Due settimane dopo recuperò un fumble contro gli Indianapolis Colts ritornandolo per 21 yard in touchdown nella vittoria per 46-18. Il 5 novembre forzò la prima safety in carriera quando mise a segno un sack su Kirk Cousins dei Washington Redskins nella end zone avversaria. Prima dell'ultima gara casalinga fu premiato con lo Steve Largent Award come membro dell'anno della franchigia di Seattle. A fine stagione fu convocato per il suo quarto Pro Bowl e inserito nel First-team All-Pro dopo avere messo a segno 133 tackle, 1,5 sack e 2 intercetti. I Seahawks invece terminarono con un record di 9-7 al secondo posto nella division e per la prima volta in carriera Wagner non raggiunse i playoff.

#### Stagione 2018
Nel tredicesimo turno Wagner disputò la miglior partita stagionale con 12 tackle, un sack, un fumble forzato, uno recuperato e soprattutto un intercetto su Nick Mullens dei 49ers ritornato per 98 yard in touchdown. Fu la più la più lunga giocata della storia della franchigia. Per questa prestazione fu premiato come miglior difensore della NFC della settimana. Dieci giorni dopo, con 9 tackle (e un field goal bloccato) nella vittoria sui Vikings nel Monday Night superò quota 100 per la settima stagione consecutiva. A fine stagione fu convocato per il suo quinto Pro Bowl e inserito nel First-team All-Pro dopo avere chiuso con 138 placcaggi.

#### Stagione 2019

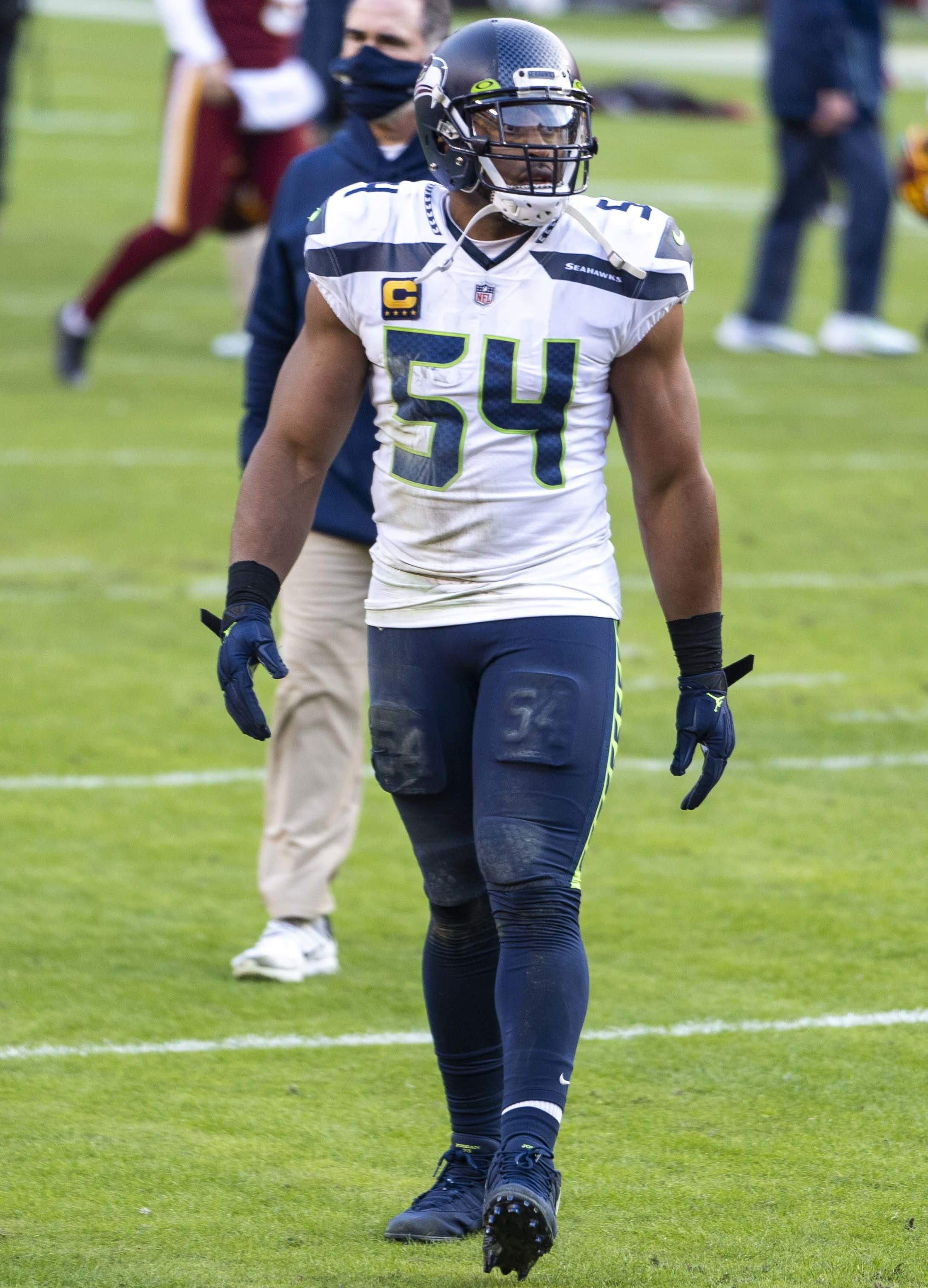
Wagner nel 2020

Il 26 luglio 2019 Wagner firmò con i Seahawks un rinnovo triennale del valore di 54 milioni di dollari che lo rese l'inside linebacker più pagato della lega. Il 27 ottobre superò i 985 placcaggi di Eugene Robinson diventando il leader di tutti i tempi della franchigia. A fine stagione fu convocato per il suo sesto Pro Bowl e inserito nel First-team All-Pro dopo avere guidato la NFL per la seconda volta in carriera con 159 tackle.

#### Stagione 2020
Nell'ottavo turno Wagner guidò la squadra con 11 tackle e mise a segno i primi due sack stagionali su Jimmy Garoppolo nella vittoria sui 49ers, venendo premiato come miglior difensore della NFC della settimana. A fine stagione fu convocato per il suo settimo Pro Bowl (non disputato a causa della pandemia di COVID-19) e inserito nel First-team All-Pro dopo 138 tackle e 3 sack.

#### Stagione 2021
Nella settimana 2 Wagner stabilì un record di franchigia mettendo a referto 20 tackle, il massimo per un giocatore della NFL dal 2013. A fine stagione fu convocato per il suo ottavo Pro Bowl e inserito nel Second-team All-Pro dopo essersi classificato terzo nella NFL in tackle totali malgrado l'avere perso due partite per infortunio. I Seahawks invece, per la prima volta durante la permanenza di Wagner, terminarono con un record negativo, 7-10.
Il 9 marzo 2022 Wagner fu svincolato dopo dieci stagioni dai Seahawks.

### Los Angeles Rams

#### Stagione 2022
Il 31 marzo 2022 Wagner firmò con i Los Angeles Rams un contratto quinquennale del valore di 65 milioni di dollari. Nella prima partita con la nuova maglia mise a referto 7 placcaggi e un sack nella sconfitta contro i Buffalo Bills. Nel tredicesimo turno tornò per la prima volta a Seattle da avversario disputando una prova di alto livello con 7 tackle (3 con perdita di yard), 2 sack e un intercetto ma i Rams uscirono sconfitti dal Lumen Field. Nel sedicesimo turno fece registrare un altro intercetto sul suo ex compagno Russell Wilson nella vittoria sui Denver Broncos. A fine stagione fu inserito nel Second-team All-Pro dopo avere chiuso con 140 placcaggi, un record in carriera di 6 sack e 2 intercetti, disputando tutte le 17 partite come titolare.
Il 23 febbraio 2023 Wagner fu svincolato dai Rams.

### Ritorno a Seattle

#### Stagione 2023
Il 25 marzo 2023 Wagner firmó un contratto annuale del valore di 7 milioni di dollari per fare ritorno ai Seahawks. Tornò in campo con Seattle proprio contro i Rams nella settimana 1 guidando la squadra con 19 tackle (non ne mancó nemmeno uno) nella sconfitta. Nel Monday Night Football del quarto turno vinto contro i Giants guidò la squadra con 16 placcaggi e nel giorno in cui i Seahawks pareggiarono il record di franchigia con 11 sack ne mise a segno due su Daniel Jones. Nel nono turno divenne il settimo giocatore della storia della NFL a raggiungere i 1.600 placcaggi in carriera. Due settimane dopo divenne il terzo giocatore della storia della NFL a fare registrare almeno 100 tackle per dodici stagioni consecutive, dopo London Fletcher e Derrick Brooks. Nella settimana 16 guidò la squadra con 9 tackle (di cui 2 con perdita di yard) e mise a segno un sack nella vittoria esterna sui Tennessee Titans. A fine stagione fu convocato per il suo nono Pro Bowl, pareggiando il record di franchigia di Walter Jones e Russell Wilson, e inserito nel Second-team All-Pro dopo avere guidato la NFL per la terza volta con 183 tackle, un altro record di franchigia pareggiato.

### Washington Commanders

#### Stagione 2024

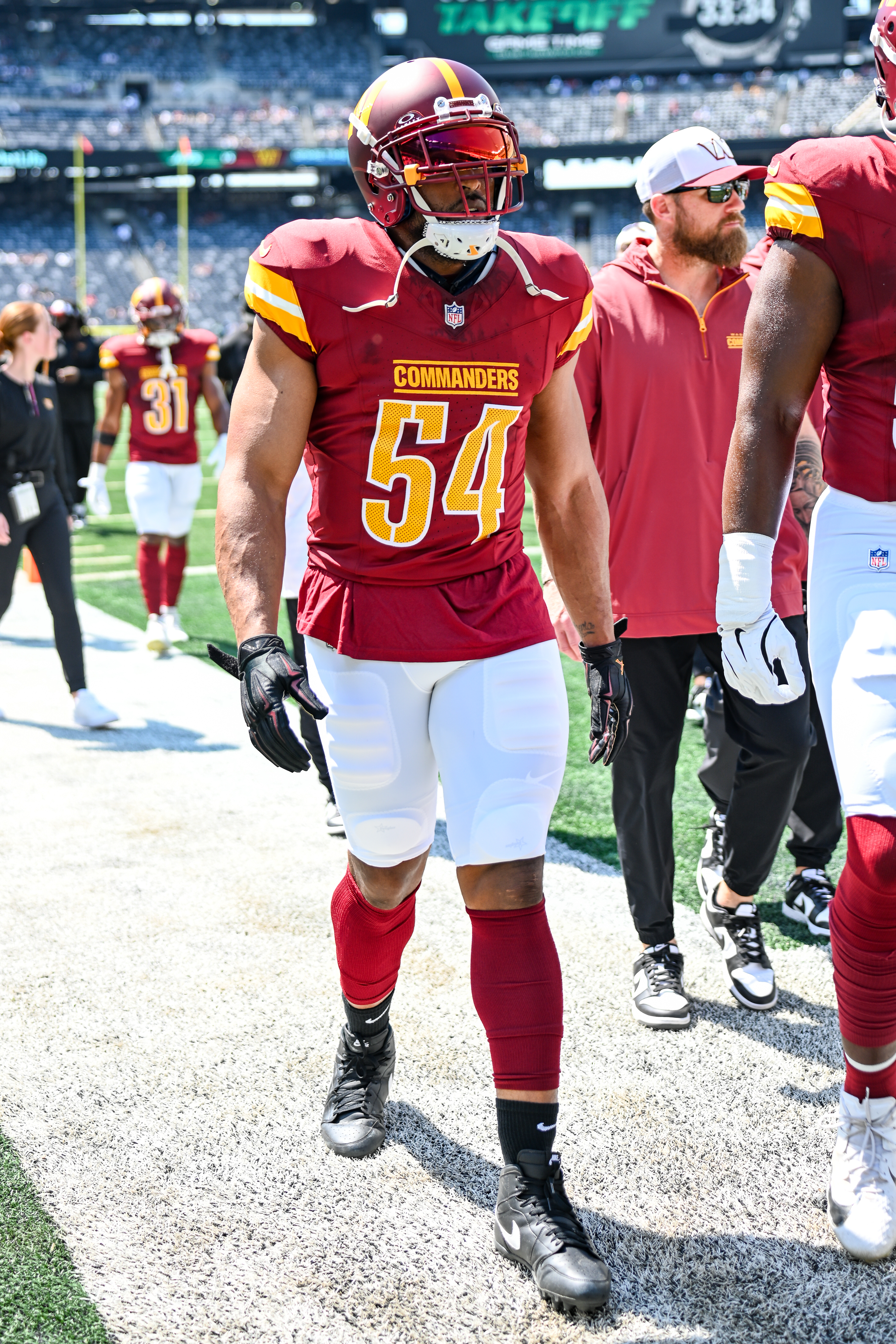
Wagner nella pre-stagione 2024 con i Commanders

Il 13 marzo 2024 Wagner firmò un contratto di un anno del valore di 8,5 milioni di dollari con i Washington Commanders. Nel quarto turno superò Zach Thomas al quarto posto della storia per placcaggi in carriera. Nella settimana 13 eguagliò il record di London Fletcher per il maggior numero di stagioni consecutive con almeno 100 tackle, con 13. A fine anno fu convocato per il suo decimo Pro Bowl al posto di Zack Baun, impegnato nel Super Bowl LIX, e inserito nel Second-team All-Pro. I Commanders vinsero la propria division arrivando fino alla finale della NFC e durante i playoff Wagner salì al secondo posto della storia della post-season per tackle in carriera, dietro a Ray Lewis.

#### Stagione 2025
Il 6 marzo 2025 Wagner firmó un nuovo contratto di un anno del valore di 9,5 milioni di dollari con Washington.

## Palmarès

### Franchigia
- Super Bowl : 1

Seattle Seahawks: XLVIII
- National Football Conference Championship: 2

Seattle Seahawks: 2013, 2014

### Individuale
- Convocazioni al Pro Bowl: 10

2014, 2015, 2016, 2017, 2018, 2019, 2020, 2021, 2023, 2024
- First-team All-Pro: 6

2014, 2016, 2017, 2018, 2019, 2020
- Second-team All-Pro: 5

2015, 2021, 2022, 2023, 2024
- Difensore della NFC del mese: 1

dicembre 2014
- Difensore della NFC della settimana: 2

13ª del 2018, 8ª del 2020
- Steve Largent Award: 2

2017, 2023
- PFWA All-Rookie Team - 2012
- Formazione ideale della NFL degli anni 2010
- 50 migliori giocatori del 50º anniversario dei Seahawks

## Record NFL
- Maggior numero di tackle in carriera nel Super Bowl: 22